# 2001년 월드 시리즈
2001년 월드 시리즈(2001 World Series)는 제 97회 메이저 리그 야구 월드 시리즈다. 9·11 테러의 영향으로 살짝 늦게 시작하여 시리즈 일정은 10월 27일 시작하여 11월 4일까지 진행됐다. 내셔널 리그 우승팀 애리조나 다이아몬드백스와 아메리칸 리그 우승팀인 뉴욕 양키스가 맞붙었다. 총 7전 4선승제로 치러진 월드 시리즈는 애리조나가 뉴욕을 4:3로 누르며 월드 시리즈 우승에 성공했다.

## 포스트시즌 결과

### 애리조나 다이아몬드백스
애리조나 다이아몬드백스는 내셔널 리그 디비전 시리즈에서 세인트루이스 카디널스와 경기를 치러 3승 2패로 내셔널 리그 챔피언십 시리즈에 진출, 애틀랜타 브레이브스와 경기를 치르며 4승 1패로 월드 시리즈에 진출했다.

### 뉴욕 양키스
뉴욕 양키스는 아메리칸 리그 디비전 시리즈에서 오클랜드 어슬레틱스와 경기를 치렀으며 3승 2패로 아메리칸 리그 챔피언십 시리즈에서 시애틀 매리너스와 경기를 치러 4승 1패로 월드 시리즈에 진출했다.

## 시리즈 요약
내셔널리그 챔피언인 애리조나 다이아몬드백스가 아메리칸 리그 챔피언 뉴욕 양키스를 4-3로 누르고 우승을 차지했다. MVP는 애리조나 다이아몬드백스의 투수 랜디 존슨과 커트 실링이 공동 수상하였다.
| 경기 | 경기 점수 (원정팀이 앞, 홈팀이 뒤)                  | 날짜      | 구장           | 관중 수  |
| ---- | --------------------------------------------------- | --------- | -------------- | -------- |
| 1    | 뉴욕 양키스 – 1, 애리조나 다이아몬드백스 – 9        | 10월 27일 | 뱅크 원 볼파크 | 49,646명 |
| 2    | 뉴욕 양키스 – 0, 애리조나 다이아몬드백스 – 4        | 10월 28일 | 뱅크 원 볼파크 | 49,646명 |
| 3    | 애리조나 다이아몬드백스 – 1, 뉴욕 양키스 – 2        | 10월 30일 | 양키 스타디움  | 55,820명 |
| 4    | 애리조나 다이아몬드백스– 3, 뉴욕 양키스 – 4 (10회)  | 10월 31일 | 양키 스타디움  | 55,863명 |
| 5    | 애리조나 다이아몬드백스 – 2, 뉴욕 양키스 – 3 (12회) | 11월 1일  | 양키 스타디움  | 56,018명 |
| 6    | 뉴욕 양키스 – 2, 애리조나 다이아몬드백스 – 15       | 11월 3일  | 뱅크 원 볼파크 | 49,707명 |
| 7    | 뉴욕 양키스 – 2, 애리조나 다이아몬드백스 – 3        | 11월 4일  | 뱅크 원 볼파크 | 49,707명 |

## 경기 결과

### 1차전
2001년 10월 27일, 미국 애리조나주 피닉스, 뱅크 원 볼파크
| 팀                                                                                         | 1 | 2 | 3 | 4 | 5 | 6 | 7 | 8 | 9 | R | H  | E |
| 뉴욕                                                                                       | 1 | 0 | 0 | 0 | 0 | 0 | 0 | 0 | 0 | 1 | 3  | 2 |
| 애리조나                                                                                   | 1 | 0 | 4 | 4 | 0 | 0 | 0 | 0 | X | 9 | 10 | 0 |
| 승리 투수: 커트 실링 패전 투수: 마이크 무시나 홈런: ARZ – 크레이그 카운셀, 루이스 곤살레스 |   |   |   |   |   |   |   |   |   |   |    |   |

애리조나는 거칠것 없이 뉴욕 양키스의 선발 마이크 무시나를 몰아붙여서 3이닝만에 강판 시켰다. 반면 양키스는 애리조나에 3회만에 5점을 내주었고, 커트 실링의 호투에 막히면서 9-1로 패했다. 1회에 크레이그 카운셀의 솔로 홈런과 3회 루이스 곤살레스의 투런 홈런으로 양키스와 점수차를 더욱 벌렸지만, 양키스는 1회에 1점을 낸 것으로 그쳤다.

### 2차전
2001년 10월 28일, 애리조나주 피닉스, 뱅크 원 볼파크
| 팀                                                                               | 1 | 2 | 3 | 4 | 5 | 6 | 7 | 8 | 9 | R | H | E |
| 뉴욕                                                                             | 0 | 0 | 0 | 0 | 0 | 0 | 0 | 0 | 0 | 0 | 3 | 0 |
| 애리조나                                                                         | 0 | 1 | 0 | 0 | 0 | 0 | 3 | 0 | X | 4 | 5 | 0 |
| 승리 투수: 랜디 존슨 패전 투수: 앤디 페티트 세이브: 없음 홈런: ARZ – 맷 윌리엄스 |   |   |   |   |   |   |   |   |   |   |   |   |

애리조나는 랜디 존슨의 완벽한 투구에 힘입어 시리즈의 리드를 지켜나갔다. 랜디 존슨은 9이닝동안 단 3개의 안타만을 허용했으며, 삼진 11개를 잡아내며 완봉승을 거뒀다. 맷 윌리엄스는 양키스의 선발 앤디 페티트를 상대로 7회에 3점홈런을 쳐내며 팀에 승리를 굳혔다. 애리조나는 2차전 승리로 시리즈를 2-0으로 리드한채로 뉴욕으로 향하게 되었고, 양키스는 적지에서 1승도 거두지 못한채 홈으로 향하게 되었다.

### 3차전
2001년 10월 30일, 뉴욕 브롱크스, 양키 스타디움
| 팀 | 1 | 2 | 3 | 4 | 5 | 6 | 7 | 8 | 9 | R | H | E |
| 애리조나                                                                                              | 0 | 0 | 0 | 1 | 0 | 0 | 0 | 0 | 0 | 1 | 3 | 3 |
| 뉴욕                                                                                                  | 0 | 1 | 0 | 0 | 0 | 1 | 0 | 0 | X | 2 | 7 | 1 |
| 승리 투수: 로저 클레멘스 패전 투수: 브라이언 앤더슨 세이브: 마리아노 리베라 홈런: NYY – 호르헤 포사다 |   |   |   |   |   |   |   |   |   |   |   |   |

경기는 미국의 조지 워커 부시 대통령의 시구로 시작되었다. 로저 클레멘스는 7이닝동안 단 3개의 안타만 허용했고, 9개의 삼진을 잡아내며 승리투수가 되었다. 양키스의 마무리투수 마리아노 리베라는 2이닝을 던져 세이브 투수가 되었다.

### 4차전
2001년 10월 31일, 뉴욕 브롱크스, 양키 스타디움
| 팀 | 1 | 2 | 3 | 4 | 5 | 6 | 7 | 8 | 9 | 10 | R | H | E |
| 애리조나 | 0 | 0 | 0 | 1 | 0 | 0 | 0 | 2 | 0 | 0  | 3 | 6 | 0 |
| 뉴욕 | 0 | 0 | 1 | 0 | 0 | 0 | 0 | 0 | 2 | 1X | 4 | 7 | 0 |
| 승리 투수: 마리아노 리베라 패전 투수: 김병현 홈런: ARZ – 마크 그레이스 NYY – 셰인 스펜서, 티노 마르티네스, 데릭 지터 |   |   |   |   |   |   |   |   |   |    |   |   |   |

밥 브렌리 애리조나 감독은 3일간 휴식을 취한 커트 실링을 선발로 기용한다. 실링은 7이닝 1실점 3피안타로 호투한다. 양키스의 선발 올랜도 헤르난데스는 6과1/3이닝 1실점을 기록했다. 애리조나는 4회에 마크 그레이스의 홈런으로 득점하였고, 양키스는 3회 셰인 스펜서의 홈런으로 득점했다. 그리고 8회에 애리조나는 에루비엘 두라조의 2타점으로 역전에 성공한다. 그리고 브렌리 감독은 8회말에 마무리투수로 NLCS에서 맹활약했던 김병현을 기용한다. 김병현은 8회에 3명의 타자를 삼진으로 돌려세우며 이닝을 마친다. 하지만 양키스는 9회부터 반격을 시작한다. 선두 타자 데릭 지터가 번트를 시도했지만 아웃된다. 그 뒤 폴 오닐이 안타로 출루했지만 다음 타자인 버니 윌리엄스를 삼진으로 돌려세운다. 그리나 다음 타자 티노 마르티네스에게 던진 초구가 그대로 2점홈런으로 이어지면서 경기는 3-3 원점으로 돌아가게 된다. 하지만 브렌리 감독은 김병현을 연장전에서도 기용했지만, 그는 결국 10회에 데릭 지터에게 끝내기 홈런을 맞으면서 패전투수가 된다. 양키스는 4차전에서 승리하면서 시리즈를 2승2패로 동률을 이루게 된다.

### 5차전
2001년 11월 1일, 뉴욕 브롱크스, 양키 스타디움
| 팀 | 1 | 2 | 3 | 4 | 5 | 6 | 7 | 8 | 9 | 10 | 11 | 12 | R | H | E |
| 애리조나                                                                                                   | 0 | 0 | 0 | 0 | 2 | 0 | 0 | 0 | 0 | 0  | 0  | 0  | 2 | 8 | 0 |
| 뉴욕 | 0 | 0 | 0 | 0 | 0 | 0 | 0 | 0 | 2 | 0  | 0  | 1X | 3 | 9 | 1 |
| 승리 투수: 스털링 히치콕 패전 투수: 앨비 로페즈 홈런: ARZ – 스티브 핀리, 로드 바라하스 NYY – 스콧 브로셔스 |   |   |   |   |   |   |   |   |   |    |    |    |   |   |   |

애리조나는 5차전 선발투수로 미겔 바티스타를 기용한다. 바티스타는 7과2/3이닝동안 무실점으로 호투했다. 양키스의 선발 마이크 무시나는 1차전때의 부진을 만회하며 호투했지만 5회에 스티브 핀리와로드 바라하스에게 홈런을 맞았다. 브렌리 감독은 2-0으로 리드하는 상황에서 김병현을 다시 마무리로 기용하지만 김병현은 9회에 스콧 브로셔스에게 동점 홈런을 맞으면서 강판당한다. 결국 연장12회에 알폰소 소리아노의 끝내기안타로 양키스가 3-2로 승리하게 된다. 양키스는 뉴욕에서의 3경기를 승리하면서 시리즈 전적 3승2패로 월드 시리즈 우승에 1승만을 남겨두게 된다.

### 6차전
2001년 11월 3일, 애리조나주 피닉스, 뱅크 원 볼파크
| 팀                                                       | 1 | 2 | 3 | 4 | 5 | 6 | 7 | 8 | 9 | R  | H  | E |
| 뉴욕                                                     | 0 | 0 | 0 | 0 | 0 | 2 | 0 | 0 | 0 | 2  | 7  | 1 |
| 애리조나                                                 | 1 | 3 | 8 | 3 | 0 | 0 | 0 | 0 | X | 15 | 22 | 0 |
| 승리 투수: 랜디 존슨 패전 투수: 앤디 페티트 세이브: 없음 |   |   |   |   |   |   |   |   |   |    |    |   |

### 7차전
2001년 11월 4일, 애리조나주 피닉스, 뱅크 원 볼파크 📽️
| 팀                                                                                       | 1 | 2 | 3 | 4 | 5 | 6 | 7 | 8 | 9  | R | H  | E |
| 뉴욕                                                                                     | 0 | 0 | 0 | 0 | 0 | 0 | 1 | 1 | 0  | 2 | 6  | 3 |
| 애리조나                                                                                 | 0 | 0 | 0 | 0 | 0 | 1 | 0 | 0 | 2X | 3 | 11 | 0 |
| 승리 투수: 랜디 존슨 패전 투수: 마리아노 리베라 세이브: 없음 홈런: NYY – 알폰소 소리아노 |   |   |   |   |   |   |   |   |    |   |    |   |

9회말 1사 만루 3번타자 루이스 곤잘레스 끝내기안타!

## 같이 보기
- 2001년 일본 시리즈